# フィリップ2世 (モスクワ府主教)
府主教フィリップ2世（1507年2月11日 - 1569年12月23日 ロシア語: Митрополит Филипп II, 英語: Philip II, Metropolitan of Moscow）は、イヴァン雷帝によって粛清されたモスクワ府主教（ロシア正教会の首座主教）。正教会の聖人（神品致命者・奇蹟者・成聖者）。

## 生涯

### 府主教となるまでの前半生

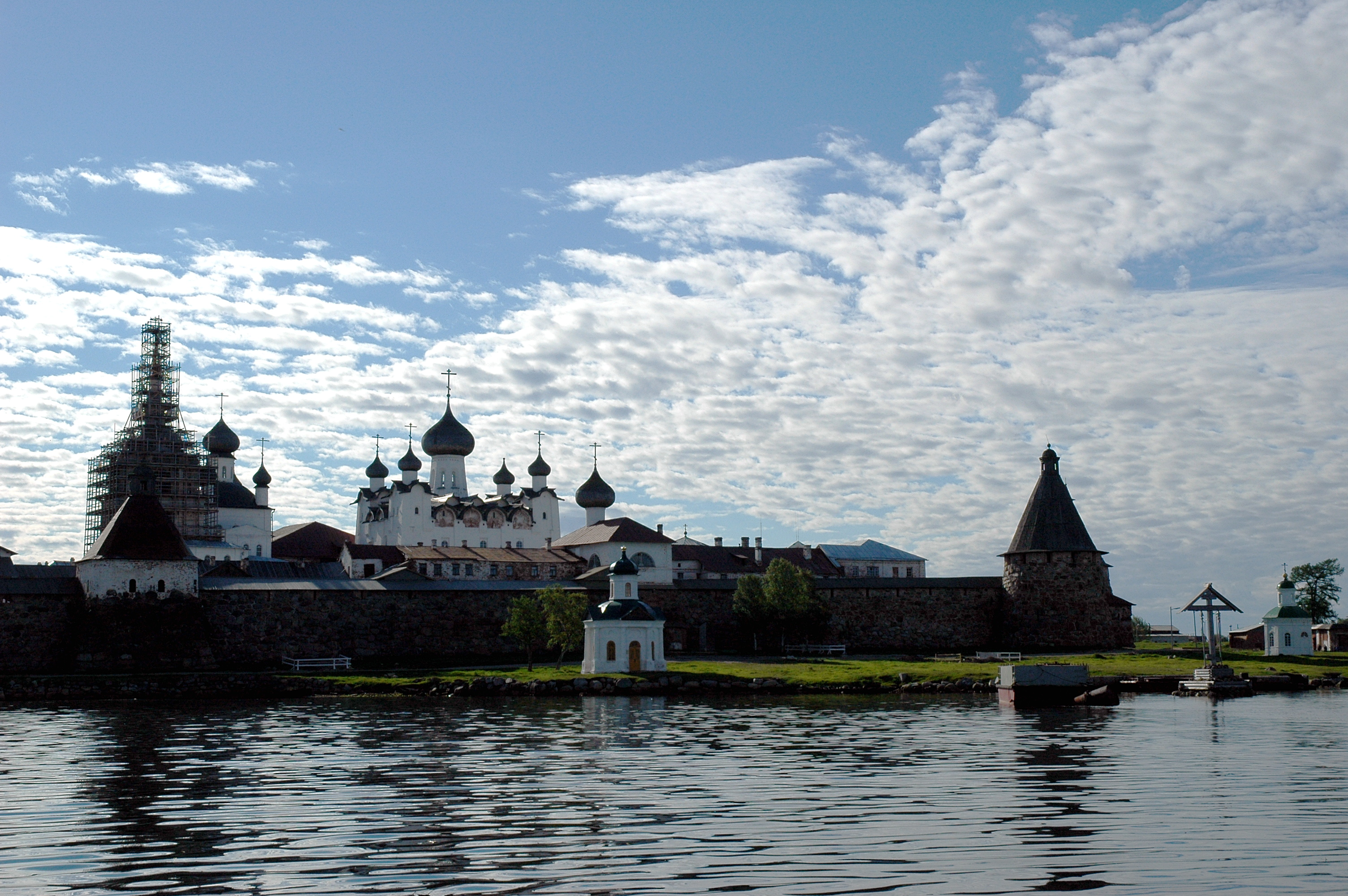
ソロヴェツキー修道院を白海から眺める

フィリップは1507年に貴族の家に俗名フョードルの名で生まれた。教養ある父からは将来政務をとることが出来るように教育が行われ、のちに修道院に入ってそこで永眠するほど信仰熱心な母からは正教の信仰が植えつけられ、聖書を読んで育った。
成長するとヴァシーリー3世により宮廷に召抱えられるが、ほどなくして宮廷での生活に空しさと罪を感じるようになり、さらに聖書を読むことに没頭し、教会にも足繁く通うようになった。1537年6月5日の主日聖体礼儀において、「人は二人の主に事ふる（つかふる）能はず（あたわず）」（マタイによる福音書6章24節）とのイイスス・ハリストスの言葉を強く感じ、修道のためひそかにモスクワを出て北方に赴いた。
ソロヴェツキー修道院において、1年半の見習い期間を経たのち、典院アレクシイのもとでフョードルは修道士となり、フィリップとの修道名を与えられた。
フィリップは修道院で熱心に斎と祈祷にはげみ、奉神礼の時にはいつも誰よりも先に聖堂に来て、誰よりも後に聖堂を出ていた。また、謙遜にパン焼きなどの修道院内の様々な労働に熱心に取り組んだ。
1546年に、ノヴゴロド大主教フェオドシイにより、フィリップはソロヴェツキー修道院の典院に昇叙された。修道院は精神的に再生し発展し、新しい修道規則が受け入れられた。1557年には修道院内に荘厳な生神女就寝聖堂と顕栄聖堂が建てられた。典院となっていたフィリップであったが、顕栄聖堂の建設にあたっては壁を造るのを手伝うなど、単純労働にも引き続いて従事していた。

### 雷帝による人選と府主教着座
かねてより正教および修道に多大な敬意を払っていたイヴァン4世（雷帝）は、フィリップをロシア正教会の首座としてのモスクワ府主教にしようとした（この頃まだモスクワの主教座には総主教制は行われていない）。
イヴァン雷帝は「賢帝にして恐怖政治家、敬虔な正教徒にして稀代の残虐者、教養人にして野卑な人物」と言われるほどに矛盾に満ちた人物であったが、この際の希望にも同様に雷帝の人間性の矛盾が露出している。フィリップを修道士として尊敬し、優れた精神的指導者を得ようとしての人選であったが、その2代前の府主教アファナシイは、その頃始まった恐怖政治である雷帝のオプリーチニナ政策に抗議して辞任し、前任者であるゲルマンは雷帝を諌めて二日間で追放されていた。
雷帝の府主教着座の要請に対し、フィリップはオプリーチニナの廃止を条件としたが、雷帝は怒ってこれを拒否し、やむなくフィリップはツァーリの政策に干渉しない事を約束した上で、1566年7月25日にモスクワ府主教に着座した（同名の府主教が過去存在したため、フィリップ2世となる）。

### 諫言と致命
しかし雷帝に直属する集団であるオプリーチニキにより罪無き人々の血が流されていく粛清と虐殺の現実を目の当たりにしたフィリップは、1568年から新たに巻き起こされていた殺戮の嵐を前に、雷帝への命がけの諫言を決意する。
1568年3月22日、クレムリンの生神女就寝大聖堂を訪れた雷帝は府主教に祝福を求めたが、府主教フィリップはこれを拒否。さらに大聖堂に参祷していた貴族・大商人・神品達の前で公然と雷帝を非難した。その時の台詞も記録する年代記には、その後、雷帝とフィリップの間で、激しい口論があったことが記されている。雷帝は府主教からの祝福を得る事が出来ないままに大聖堂を退出した。
翌日、雷帝の命令により、オプリーチニキは府主教庁に踏み込み、府主教に仕える修道士達を捕縛した。府主教に謀反の意があるとの証言を引き出すために拷問が加えられたが、修道士達は証言を拒否。彼らは全員殺された。
雷帝はフィリップの査問を命じ、ソロヴェツキー修道院では雷帝により組織された査問委員会によりフィリップの過去をめぐる査問が行われた。証拠は出て来なかったが、脅迫による恐怖と自己の野心により、修道院長がフィリップの「恥ずべき所業」についての「証言」を行った。聖職者による法廷でも同じ証言が行われたが、フィリップの擁護にまわったのは前任者であった大主教ゲルマンだけだったと伝えられる。これにより有罪が確定した。
雷帝はフィリップに対し、天軍首ミハイル祭（ユリウス暦の11月8日）の生神女就寝大聖堂での聖体礼儀の司祷を命じた。聖体礼儀が始まるとオプリーチニキが大聖堂に乱入し、フィリップの罪状を読み上げ、府主教フィリップから宝冠、権杖、パナギア、祭服をはぎとった。フィリップは用意されていたソリに押し込められて護送され、クレムリン城外の神現修道院に幽閉された。これは雷帝が以前に同じ大聖堂で受けた屈辱への報復であった。翌日にはフィリップを擁護した大主教ゲルマンもオプリーチニキに殺された。
終身刑を言い渡されたフィリップは翌1569年12月23日に、死刑執行人マリュータ・スクラートフ（Малюта Скуратов）に扼殺され致命した。フィリップは致命する3日前には死を予期していたかのように領聖していた。
「幽閉されていたフィリップは、食事が一切与えられず枷で固定されていたのに、数日後、枷は外され府主教は獄中で神を讃美していた。」「雷帝の命令で飢えた熊がフィリップの部屋に放たれたが、フィリップは起立して祈り、熊はその足もとにおとなしく身を横たえていた。」といった、獄中での奇蹟が伝えられている。

## 後世の崇敬

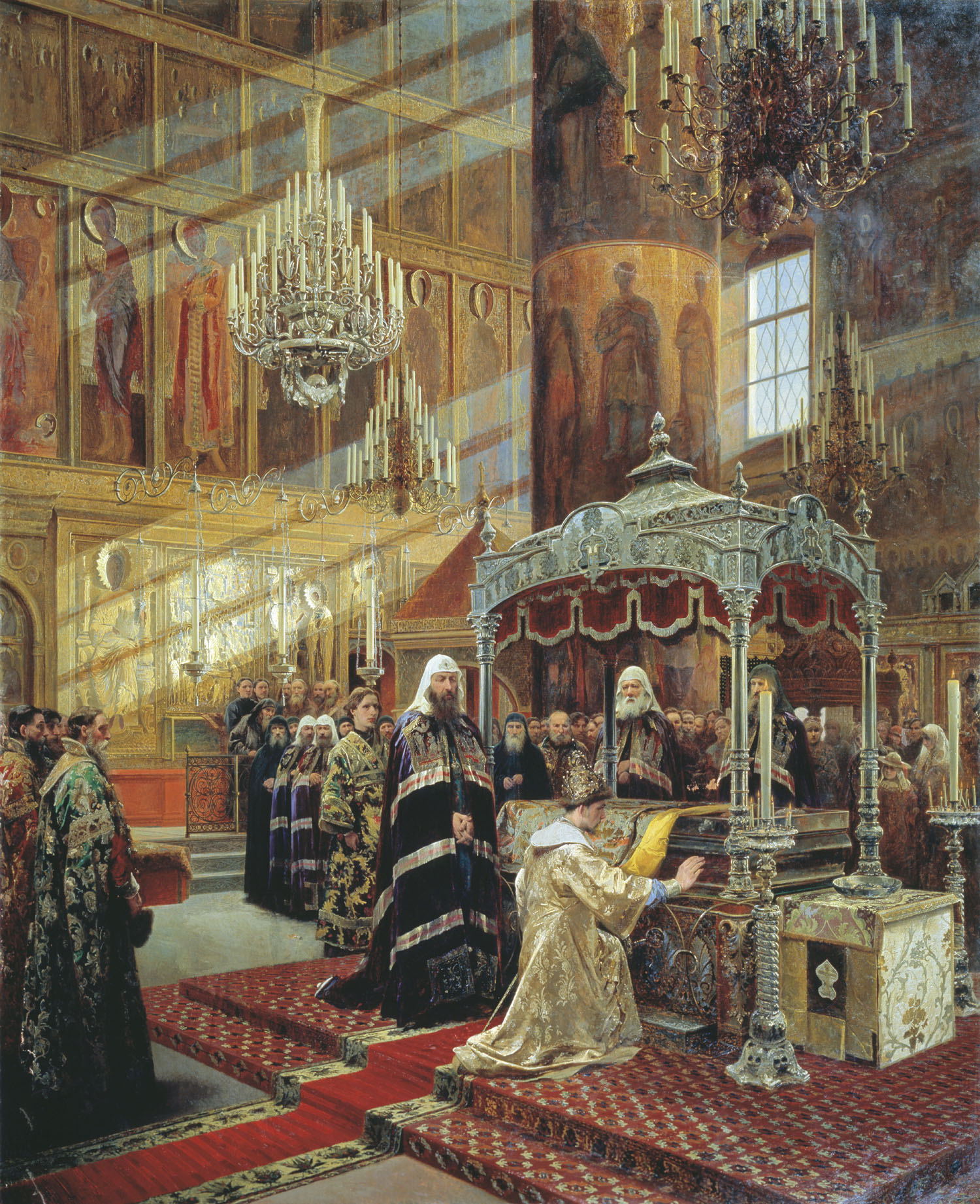
傍らで見守る総主教ニーコンの前で、聖フィリップの不朽体に跪いて祈るモスクワ大公アレクセイ（19世紀の絵画）

府主教フィリップが致命した後、ソロヴェツキー修道院の修道士達は聖フィリップの遺体を自分達の修道院に移す許可を求めた。墓を開けてみると府主教の遺体は腐っておらず、様々な癒しが始まったと伝えられている。トヴェーリからソロヴェツキー修道院への遺体の移動は1591年に行われた。
モスクワ総主教ニーコンはモスクワ大公アレクセイに対し、聖フィリップの不朽体をモスクワに移すよう説得し、1652年7月3日に聖フィリップの不朽体はモスクワに移された。
主な記憶日として1月9日（グレゴリオ暦1月22日に相当）があるほか、7月3日（グレゴリオ暦7月16日に相当）には不朽体遷移が記憶され、10月5日（グレゴリオ暦10月18日に相当）にはモスクワの府主教全ロッシヤの奇蹟者、成聖者ペトル、アレキシイ、イオナ、及びフィリップの祭日として他の三人のモスクワ府主教達とともに記憶されている。